# Kemijsko inženjerstvo
Kemijsko inženjerstvo, inženjerska je disciplina koja se oslanja na temeljna znanja iz kemije, fizike i matematike radi rješavanja problematike kemijskih procesa. Ovo podrazumijeva industrijske procese u kojima se odigravaju kemijski ili fizikalni procesi razdvajanja, kao i kemijske reakcije (reakcijsko inženjerstvo).
Kemijsko inženjerstvo kao multidisciplinarna struka obuhvaća sljedeća znanstvena i strukovna područja:
- matematika
- fizika
- kemija
- fizikalna kemija
- osnovne tehnološke operacije
- procesi razdvajanja (separacije)
- tehnička i kemijska termodinamika
- reakcijsko inženjerstvo
- zaštita okoliša
- projektiranje procesa
- strojarstvo
- dinamika procesa
- sustavi automatskoga upravljanja
- fenomeni prijenosa

## Kemijski inženjeri
Kemijski inženjeri ovisno o vrsti posla dijele se na:
- laboratorijski inženjeri - otkrivanje fizikalih i kemijskih zakonitosti kemijskih procesa pomoću pokusa i teorijskoga poznavanja procesa te njihova primjena u industriji (tzv. pilot-postrojenja),
- inženjeri projektant - projektiranje opreme i/ili cijelih kemijskih procesa u skladu sa stečenim znanjem i iskustvom,
- pogonski inženjeri - neposredno rješavanje problema koji nastaju u procesu, stalno unaprjeđujući proces.

## Povijest kemijskog inženjerstva
Francuski fizičar Sadi Carnot u svom djelu O pokretnoj snazi vatre prvi je proučavao termodinamiku reakcija sagorijevanja 1824. godine u parnim strojevima. Pedesetih god. 19. st., njemački fizičar Rudolf Clausius počeo je primjenjivati Carnotova načela na kemijske sustave na atomskoj i molekularnoj razini. Tijekom 1873. i 1876. na Yaleu, američki matematičar i fizičar Josiah Williard Gibbs, koji je prvi u SAD-u stekao titulu doktora znanosti, razvio je grafičku metodologiju temeljenu na matematici za proučavanje kemijskih sustava pomoću Clausiusove termodinamike. 1882. godine, njemački fizičar Hermann von Helmholtz objavio je rad o termodinamici, sličan Gibbsovu, ali više temeljen na elektrokemiji, u kojemu je pokazao da je mjera kemijskog afiniteta odnosno »sila« kemijske reakcije određena mjerom slobodne energije kemijskoga procesa. Prateći ove rane razvitke, počela se razvijati nova znanost kemijskoga inženjerstva. 
- 1805. - John Dalton objavljuje atomske težine, omogućavajući izjednačavanje kemijskih jednadžbi i stvarajući osnovu kemijskog inženjerstva.
- 1882. - otvara se smjer „kemijska tehnologija” na Sveučilišnom koledžu u Londonu.
- 1883. - Osborn Reynolds definira bezdimenzionalnu grupu za protok fluida, koja vodi do razumijevanja protoka i prijenosa mase i topline.
- 1885. - Henri E. Armstrong otvara smjer „kemijsko inženjerstvo” na Središnjemu (Carskom) koledžu u Londonu.
- 1888. - Luis M. Norton otvara novi smjer „kemijsko inženjerstvo“ na MIT-u.
- 1889. - Na Politehničkom institutu Rose diplomirala je prvi naraštaj kemijskih inženjera u SAD-u.
- 1891. - MIT dodjeljuje diplomu iz kemijskoga inženjerstva Williamu Pageu Brianu i još šestorici studenata.
- 1901. - George E. Davis izdaje Priručnik o kemijskom inženjerstvu.
- 1905. - Oliver Paterson Watts dobiva titulu doktora tehničkih znanosti iz kemijskoga inženjerstva na Wisconsinskom sveučilištu.
- 1908. - Osniva se Američki institut kemijskih inženjera.
- 1922. - Osniva se Britanski institut kemijskih inženjera.

## Glavni problemi kemijskoga inženjerstva
Tri su glavna problema kemijskoga inženjerstva, koji se često i ne mogu jasno odvojiti:
- uravnoteženje procesa: podrazumijeva ravnoteže mase unutar procesa, ravnoteže količine kretanja i topline,
- predviđanje fazne i/ili reakcijske ravnoteže u heterogenim ili homogenim sustavima te
- projektiranje ili vođenje reaktora i separatora temeljem proračuna prvih dvaju problema i empirijskih korelacija.

## Srodne znanosti i znanstvene discipline
Kemijsko inženjerstvo ne bi postojalo bez kemije. Kemijsku reakciju koju kemičari otkriju, a za čiju se proizvodnju ispostavi da bi bila isplativa, potrebno je razviti u proizvodni proces. Kemičari definiraju zakonitosti reakcije, dok kemijski inženjeri te zakonitosti primjenjuju u kontekstu industrijske proizvodnje.
Problemi fenomena prijenosa koji se javljaju u postupcima prijenosa, zagrijavanja, hlađenja, ili kemijske reakcije, često nisu izravno povezani s kemijom, nego s fizikalnim aspektom procesa. Ova dva područja vjerojatno su najtješnje povezana u području fenomena prijenosa. Matematičke formulacije ovoga područja često su složene. Nakon definiranja procesnoga problema, potrebno je takav proces odjelotvoriti, tj. izraditi industrijsko postrojenje, što se ostvaruje suradnjom kemijskih i strojarskih inženjera.
Kemijsko inženjerstvo je široko tehnološko polje, koje pokriva područje od biotehnologije i nanotehnologije do obrade minerala.
| - biokemijsko inženjerstvo - biomedicinsko inženjerstvo - biomolekulsko inženjerstvo - biotehnologija - tehnologija keramike - modeliranje kemijskih procesa - kemijski reaktor - dizajn destilacije - elektrokemija - okolišno inženjerstvo - dinamika fluida - prehrambena tehnologija | - prijenos topline - prijenos mase - znanost o materijalima - znanost o mikrofluidima - nanotehnologija - Prirodno okruženje - polimeri - kontrola procesa - procesni dizajn - razvoj procesa - tehnologija papira | - razdvojni (separacijski) procesi - kristalizacije - destilacije - membranski procesi - termodinamika |

## Suvremeno kemijsko inženjerstvo
Suvremeno kemijsko inženjerstvo obuhvaća mnogo više od samoga procesnoga inženjerstva. Kemijski inženjeri sudjeluju u razvoju i proizvodnji lepeze proizvoda, kao i posebnih kemikalija. Neki od ovih proizvoda su materijali potrebni za aero- i kozmonautiku, proizvodnju automobila, primjenu u biomedicinske svrhe, elektroniku, zaštitu okoliša, vojne potrebe itd. Neki od primjera su ultra jaka vlakna, tekstil, biokompatibilni materijali za implantate i proteze, gelovi za medicinsku primjenu, lijekovi, filmovi s posebnim dielektričnim, optičkim ili spektroskopskim osobinama koji se koriste kod optoelektroničkih uređaja. Mnogi kemijski inženjeri rade na biološkim projektima kao što je proučavanje biopolimera (bjelančevina) i ljudskoga genoma (genomika).